# セルビア新民主党
セルビア新民主党（セルビアしんみんしゅとう、セルビア語：Нова Демократска странка Србије または Nova Demokratska stranka Srbije、略称：NDSS）は、セルビアの保守政党。穏健な民族主義者とみられている。2022年にセルビア民主党から改称した。
1992年、民主党を離党したヴォイスラヴ・コシュトニツァが結成。中道左派化した現在の民主党に対し、セルビアにおける歴史的な民主党の後継者を自認している。だが90年代のあいだは党勢は低迷していた。
しかしコソボ紛争などでスロボダン・ミロシェヴィッチ率いるセルビア社会党の政権が揺らぐなか、2000年に結成されたセルビア民主野党連合において、これまでゾラン・ジンジッチやヴク・ドラシュコヴィッチらが同じ反ミロシェヴィッチ派にもかかわらず互いに政敵で内紛が絶えなかったところで、野党勢力内の政争に縁が薄かったコシュトニツァに白羽の矢が立ち、ユーゴスラビア連邦共和国の大統領選挙でついにミロシェヴィッチを倒した。ミロシェビッチは当初、選挙結果を認めない姿勢を見せていたが、街頭デモに屈することとなった（ブルドーザー革命）。続くセルビアの国民議会選挙では、セルビア民主党や民主党を軸としたセルビア民主野党連合が250議席中、過半数を上回る176議席を獲得して圧勝。うちセルビア民主党は45議席を獲得した。
コシュトニツァはユーゴ大統領としてはセルビア民主党の路線に基づいて民族主義・国家主権を重視する立場だったとされ、親欧米派のジンジッチ・セルビア首相が主導して旧ユーゴスラビア国際戦犯法廷にミロシェヴィッチの身柄を憲法に違反して移送した際、不快感を示している。
2003年、ユーゴスラビア連邦共和国がセルビア・モンテネグロとなり、連邦政府の役割が縮小されると、こんどはコシュトニツァは実権のあるポストであるセルビアの首相をめざすようになった。同年の国民議会選挙ではセルビア民主党が第2党となり、第1党の極右・セルビア急進党は連立対象にならないため、コシュトニツァがユーゴ大統領から横滑りする形で中道から穏健保守を結集してセルビアの首相となった。しかし2008年の国民議会選挙では民主党、セルビア再生運動、G17プラス、地域政党などが結集した政党連合「ヨーロッパ・セルビアのために」に敗れ、首相ポストも明け渡すこととなった。
現在、保守政党の国際組織・国際民主同盟に加わっている。